# بویان گایتانوف
بویان گایتانوف (بلغاری: Боян Гайтанов؛ زادهٔ ۲ دسامبر ۱۹۸۹) بازیکن فوتبال اهل بلغارستان است.